# Všeobecné volby ve Spojeném království 1931
Všeobecné volby ve Spojeném království 1931 se konaly 27. října 1931 a skončily drtivým vítězstvím národní vlády zformované v srpnu. V jejím čele stál Ramsay MacDonald, do vytvoření kabinetu člen Labouristické strany, poté vedoucí vlastní Národní labouristickou organizaci. Po volbách získala hlavní slovo ve vládě Konzervativní strana.

## Historie
Cesta k volbám se otevřela v létě roku 1931, kdy byla země paralyzována Velkou hospodářskou krizí. Nezaměstnanost rostla a důvěra v měnu padala; britská ekonomika se pohybovala na hraně kolapsu. Rostl tlak na úsporná opatření, která ale labouristický kabinet zatvrzele odmítal, navzdory mínění premiéra Ramsay MacDonalda. Ten 13. srpna slíbil opozici rozpočtové škrty, s čímž se většina labouristů nehodlala smířit.
Spory mezi premiérem a většinou vlády eskalovaly 23. srpna, kdy kabinet zamítl desetiprocentní snížení podpory v nezaměstnanosti; v reakci na to MacDonald rezignoval. Podporovaný králem Jiřím V. sestavil národní vládu za účasti konzervativců, liberálů a menšiny labouristů. Ta schválila úspory v rozpočtu, zvýšila daně a zrušila zlatý standard. Na přelomu září a října byla Británie z nejhoršího venku a vláda se těšila uznání ze strany médií i veřejnosti.

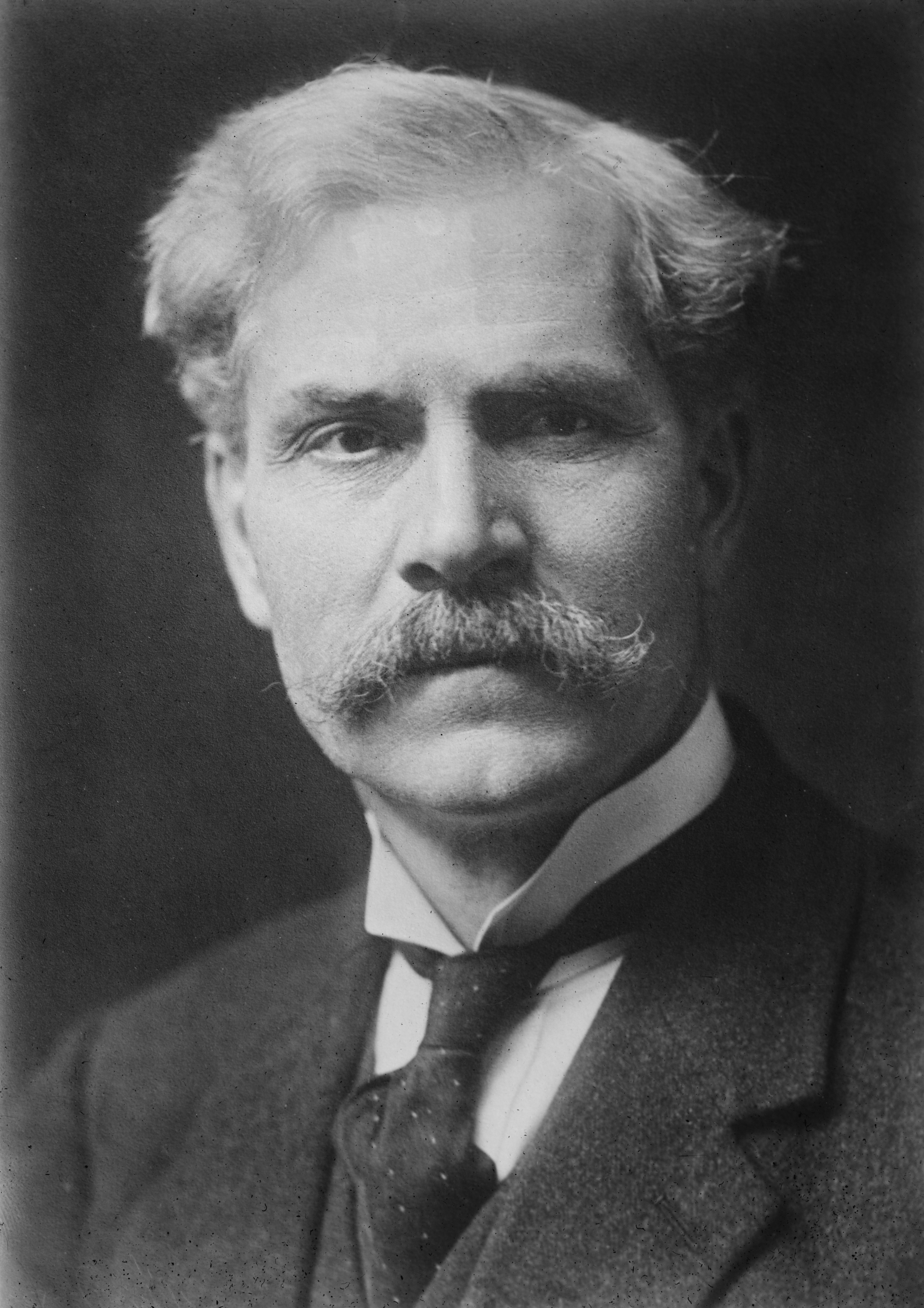
Premiér Ramsay MacDonald

Na začátku října MacDonald ustoupil tlaku konzervativců na vypsání všeobecných voleb, což definitivně rozdělilo Liberální stranu na tři skupiny. První, vedená sirem Johnem Simonem, byla ochotna v krizi jako této sáhnout k ochranným clům, a tedy zpronevěřit se liberální zásadě volného obchodu; zahrnovala asi polovinu liberálních poslanců. Druhou vedl David Lloyd George, který kvůli zdravotním problémům zanechal předsednictví strany Herbertu Samuelovi; ta stála v silné opozici proti protekcionismu a měla proti účasti ve vládě největší výhrady, Lloyd George sám se velmi obával voleb a v souhlasu s nimi viděl rozkaz k popravě. Mezi těmito dvěma frakcemi stál vůdce strany Samuel, který se též bál konzervativní většiny, ale s kabinetním angažmá opatrně souhlasil.
Z voleb vzešla ohromná většina pro národní vládu; též díky faktu, že se vedení koaličních stran předem dohodla na kandidátech, aby si nekonkurovali ve stejném obvodě. Kabinet získal celkem 67% hlasů a 90% mandátů v Dolní sněmovně, neboli 554 z 615. Suverénně nejsilnější vládní stranou se stali konzervativci s 470 poslanci, následovali je Simonovi liberálové pod hlavičkou Liberální národní strany s 35, Samuelova Liberální strana s 33, MacDonaldovi národní labouristé s 13 a 4 nezávislí podporovatelé vlády. Labouristé získali pouze 52 poslanců, kvůli rozdělení liberálů ale zůstali druhou nejsilnější parlamentní skupinou, přestože bylo poslanců liberální orientace (liberálové, národní liberálové a Lloyd Georgeovi nezávislí liberálové) více než labouristické (labouristé a národní labouristé).
Volby celkově posílily pozici Konzervativní strany v národní vládě, ač v jejím čele zůstal MacDonald. Zpočátku fungovala v kabinetu jistá mezistranická identita, ta však s rostoucím sebevědomím konzervativců slábla a po odchodu Liberální strany z vlády roku 1932 zmizela; konzervativci vládě začali jednoznačně dominovat.

## Výsledky
| 470           | 35 | 33  | 13 | 4 | 52  | 9 |
| Konzervativci | LN | Lib | NL | N | Lab | O |

| Strana               | Strana                   | Lídr               | Mandáty       | Mandáty       | Mandáty       | Hlasy         | Hlasy         |
| Strana               | Strana                   | Lídr               | Počet         | v %           | +/-           | Počet         | v %           |
| Národní vláda        | Národní vláda            | Národní vláda      | Národní vláda | Národní vláda | Národní vláda | Národní vláda | Národní vláda |
| -------------------- | ------------------------ | ------------------ | ------------- | ------------- | ------------- | ------------- | ------------- |
|                      | Konzervativní strana     | Stanley Baldwin    | 470           | 76,4%         | ▲ 210         | 11 377 022    | 55,0%         |
|                      | Liberální strana         | Herbert Samuel     | 33            | 5,4%          | ▼ 26          | 1 346 571     | 6,5%          |
|                      | Liberální národní strana | John Simon         | 35            | 5,7%          | ▲ 35          | 761 705       | 3,7%          |
|                      | Národní labouristé       | Ramsay MacDonald   | 13            | 2,1%          | ▲ 13          | 316 741       | 1,5%          |
|                      | nezávislí                | -                  | 4             | 0,7%          | ▲ 4           | 100 193       | 0,5%          |
| Národní vláda celkem | Národní vláda celkem     | Ramsay MacDonald   | 554           | 90,1%         | ▲ 236         | 13 902 232    | 67,2%         |
| Opozice              |                          |                    |               |               |               |               |               |
|                      | Labouristická strana     | Arthur Henderson   | 52            | 8,5%          | ▼ 235         | 6 395 065     | 30,6%         |
|                      | Nezávislí liberálové     | David Lloyd George | 4             | 0,7%          | ▲ 4           | 106 106       | 0,5%          |
|                      | Nacionalistická strana   | Joseph Devlin      | 2             | 0,3%          | ▼ 1           | 72 530        | 0,4%          |
|                      | Komunistická strana      | Harry Pollitt      | 0             | 0,0%          | ▬ 0           | 69 692        | 0,3%          |
|                      | nezávislí                | -                  | 3             | 0,5%          | ▼ 3           | 44 257        | 0,2%          |
| ostatní              | ostatní                  | -                  | 0             | 0,0%          | -             | 115 581       | 0,6%          |
| celkem               | celkem                   | -                  | 615           | 100%          | -             | 20 705 463    | 100%          |

| \| Hlasy \| Hlasy \| Hlasy \| Hlasy \| Hlasy \| \| ------------------------ \| ------------------------ \| ----- \| ------- \| ------- \| \| \| \| \| \| \| \| Konzervativci \| Konzervativci \| \| 55,21 % \| 55,21 % \| \| Labouristé \| Labouristé \| \| 31,04 % \| 31,04 % \| \| Liberálové \| Liberálové \| \| 6,54 % \| 6,54 % \| \| Liberální národní strana \| Liberální národní strana \| \| 3,70 % \| 3,70 % \| \| Národní labouristé \| Národní labouristé \| \| 1,54 % \| 1,54 % \| \| ostatní \| ostatní \| \| 1,98 % \| 1,98 % \| |                          |  |         |         |
| Hlasy |                          |  |         |         |
| |                          |  |         |         |
| Konzervativci | Konzervativci            |  | 55,21 % | 55,21 % |
| Labouristé | Labouristé               |  | 31,04 % | 31,04 % |
| Liberálové | Liberálové               |  | 6,54 %  | 6,54 %  |
| Liberální národní strana | Liberální národní strana |  | 3,70 %  | 3,70 %  |
| Národní labouristé | Národní labouristé       |  | 1,54 %  | 1,54 %  |
| ostatní | ostatní                  |  | 1,98 %  | 1,98 %  |

| \| Mandáty \| Mandáty \| Mandáty \| Mandáty \| Mandáty \| \| ------------------------ \| ------------------------ \| ------- \| ------- \| ------- \| \| \| \| \| \| \| \| Konzervativci \| Konzervativci \| \| 76,42 % \| 76,42 % \| \| Labouristé \| Labouristé \| \| 8,46 % \| 8,46 % \| \| Liberální národní strana \| Liberální národní strana \| \| 5,69 % \| 5,69 % \| \| Liberálové \| Liberálové \| \| 5,20 % \| 5,20 % \| \| Národní labouristé \| Národní labouristé \| \| 2,11 % \| 2,11 % \| \| ostatní \| ostatní \| \| 2,11 % \| 2,11 % \| |                          |  |         |         |
| Mandáty |                          |  |         |         |
| |                          |  |         |         |
| Konzervativci | Konzervativci            |  | 76,42 % | 76,42 % |
| Labouristé | Labouristé               |  | 8,46 %  | 8,46 %  |
| Liberální národní strana | Liberální národní strana |  | 5,69 %  | 5,69 %  |
| Liberálové | Liberálové               |  | 5,20 %  | 5,20 %  |
| Národní labouristé | Národní labouristé       |  | 2,11 %  | 2,11 %  |
| ostatní | ostatní                  |  | 2,11 %  | 2,11 %  |